# Masahito Noto
Masahito Noto (能登 正人 Noto Masahito?), född 10 april 1990 i Osaka prefektur, är en japansk fotbollsspelare.
Noto började sin karriär 2010 i SV Gonsenheim. Efter SV Gonsenheim spelade han för Hannover 96, Buriram United FC, Chainat FC, Army United FC, Bangkok FC, JEF United Chiba, Lanexang United FC, Persiba Balikpapan FC och Tokyo United FC.